# Июнь 2016 года

Список событий июня 2016 года.

## События
- 1 июня
  - Следственный комитет России возбудил уголовное дело против мэра Владивостока Игоря Пушкарёва. Его подозревают в злоупотреблении служебными полномочиями[1].
  - В Швейцарии начал работу самый длинный в мире железнодорожный тоннель. Его протяжённость составляет 57 километров[2].
  - Правительство России смягчило условия эмбарго, наложенного на ввоз в страну продуктов из США, Канады, Австралии, а также государств Евросоюза, Украины и некоторых других стран Европы. Из-под запрета выведен ряд продовольственных товаров, предназначенных исключительно для производства детского питания[3].
- 2 июня
  - Нижняя палата парламента Германии поддержала резолюцию, признающую события 1915 года в Османской империи геноцидом армянского населения со стороны турок. Турция отозвала посла из Германии после резолюции о геноциде армян[4][5].
  - В столице Венесуэлы Каракасе начались массовые беспорядки, вызванные острой нехваткой продовольствия и огромными очередями за продуктами питания[6].
- 4 июня
  - Беспрецедентно обильные осадки вызвали наводнения во Франции и в Германии. Уровень воды в Сене поднялся на 6,1 метра[7][8].
- 5 июня
  - В городе Актобе (Казахстан) произошёл захват оружейных магазинов и воинской части. В результате перестрелки 7 человек погибли, 38 человек ранены, 13 террористов были уничтожены[9].
  - Во втором туре президентских выборов в Перу победу одержал Педро Кучински[10].
  - Во Франции закончился турнир Большого Шлема, в одиночном разряде среди мужчин победителем стал Новак Джокович, среди женщин — Гарбинье Мугуруса[11][12].
- 8 июня
  - ИЮПАК официально утвердил названия новых химических элементов: 113 элемент получил название нихоний (Nihonium, Nh), 115 — московий (Moscovium, Mc), 117 — теннессин (Tennessine, Ts), 118 — оганессон[13].
  - Выпущен на свободу художник Пётр Павленский, который в рамках акции «Угроза» поджёг дверь здания ФСБ на Лубянке[14].
  - Министерство спорта России опубликовало приказ, согласно которому киберспорт вносится в реестр официально признанных видов спорта[15].
  - В результате стрельбы в торгово-развлекательном центре Тель-Авива погибли четыре человека, 20 ранено[16].
- 9 июня
  - В МИД Японии был вызван посол КНР в связи с появлением китайского фрегата у спорных островов Сэнкаку[17].
- 10 июня
  - «Адмиралтейские верфи» в Санкт-Петербурге спустили на воду ледокол нового поколения «Илья Муромец», — первый за 45 лет корабль подобного класса[18].
  - В Париже (Франция) начался чемпионат Европы по футболу (Франция)[19].
- 12 июня
  - Массовое убийство в гей-клубе в Орландо стало крупнейшим по числу жертв в истории США с момента терактов 11 сентября 2001 года[20].
  - На 70-й церемонии награждения премии «Тони» лучшей пьесой была названа «Люди», лучшим мюзиклом — «Гамильтон»[21].
  - В Киеве прошёл Марш равенства[укр.][22].
- 13 июня
  - В Катаре вынесен приговор гражданке Нидерландов. Девушка, которая в марте 2016 года была изнасилована гражданином Катара, была признана виновной в незаконной связи и приговорена к условному заключению, штрафу в 824 доллара и депортации[23].
  - Корпорация Microsoft объявила о покупке социальной сети для поиска деловых контактов LinkedIn[24].
  - Главный приз российского кинофестиваля «Кинотавр» получил фильм «Хороший мальчик», режиссёра Оксаны Карас[25].
- 14 июня
  - Сборная России условно дисквалифицирована на ЧЕ-2016[26]. Задержанные во Франции российские болельщики арестованы[27].
  - Состоялся обмен осуждённых в России граждан Украины Геннадия Афанасьева и Юрия Солошенко на обвиняемых в сепаратизме Елену Глищинскую и Виталия Диденко[28].
- 15 июня
  - Физики из международных коллабораций LIGO и VIRGO второй раз в истории наблюдений зафиксировали гравитационные волны[29].
  - Мэр Токио Ёити Масудзоэ подал в парламент префектуры официальное прошение об отставке в связи с обвинениями в нецелевом расходовании общественных средств[30].
  - Свыше 400 человек были задержаны после массовых ограблений магазинов в городе Кумана в Венесуэле, инцидент произошёл после четырёхдневных беспорядков в городе на фоне нехватки продовольствия[31].
- 16 июня
  - Губернатор Санкт-Петербурга Георгий Полтавченко подписал постановление о присвоении мосту через Дудергофский канал имени бывшего президента Чечни Ахмата Кадырова[32].
  - В Саратове из-за долгов за электричество были остановлены троллейбусы и трамваи[33].
  - В Шанхае открылся первый Диснейленд в континентальном Китае[34].
  - Верхняя палата парламента Швейцарии проголосовала за отзыв заявки на вступление в Евросоюз, поданной ещё в 1992 году[35].
  - Была убита противница выхода Британии из Евросоюза, «восходящая звезда Лейбористской партии», член парламента Джо Кокс. Это первое за 26 лет политическое убийство в Великобритании[36].
- 17 июня
  - Совет Международной федерации лёгкой атлетики оставил в силе дисквалификацию Всероссийской федерации лёгкой атлетики. Федерация не допустила сборную России к участию в Олимпиаде[37].
  - В Азербайджане впервые прошёл Гран-при Европы чемпионата «Формулы-1»[38].
- 18 июня
  - Гибель 14 школьников на Сямозере[39].
  - Компания Blue Origin произвела четвёртый испытательный пуск одной и той же ракеты New Shepard с суборбитальным кораблём[40].
- 20 июня
  - На острове Крит начал работу Православный собор. Отказались участвовать в Соборе Русская, Грузинская, Антиохийская и Болгарская православные церкви; Американская церковь не приглашалась[41].
- 22 июня
  - В Индии с космодрома имени Сатиша Дхавана на острове Шрихарикота успешно произведён запуск ракеты-носителя PSLV-C34 с 20 спутниками на борту[42].
- 23 июня
  - В Великобритании и Гибралтаре прошёл референдум о членстве Британии в ЕС, большинство участников которого проголосовало за выход из ЕС[43].
  - Повстанцы леворадикальной организации «Революционные вооружённые силы Колумбии» (FARC) и правительство этой страны заключили историческое соглашение о прекращении огня после более чем 50 лет войны[44]
  - Сильнейший ураган в восточной китайской провинции Цзянсу унёс жизни 78 человек, ещё более 500 человек получили травмы различной степени тяжести[45].
- 24 июня
  - Д. Кэмерон пообещал уйти в отставку с поста премьер-министра Великобритании[46].
- 25 июня
  - КНР прекратило общение с новыми властями Тайваня, так как те отвергли принцип «одного Китая»[47].
  - Представитель Великобритании в Еврокомиссии лорд Джонатан Хилл заявил о своей отставке в связи с итогами референдума о выходе Британии из ЕС[48].
- 26 июня
  - Закончилась десятилетняя реконструкция Панамского канала, в результате расширения его пропускная способность увеличилась вдвое[49].
  - В Испании прошли досрочные парламентские выборы, в которых победила правящая правая Народная партия под предводительством премьер-министра Мариано Рахоя[50].
- 27 июня
  - Министр обороны Грузии Тина Хидашели подписала указ об отмене призыва в армию[51].
  - Кремль заявил, что Эрдоган извинился за сбитый Су-24[52].
- 28 июня
  - В Лондоне состоялся первый митинг против «Брексита»[53].
  - Лейбористы выразили недоверие лидеру Джереми Корбину[54].
  - Теракт в аэропорту Стамбула: погибли 43, ранены 94 человека[55].
- 29 июня
  - Президент России Владимир Путин поручил правительству снять административные ограничения в туризме в отношении Турции[56].
  - В Монголии на выборах в Великий государственный хурал (парламент) с огромным преимуществом побеждает крупнейшая оппозиционная партия страны[57].
  - Решением министра обороны России Сергея Шойгу отстранены от занимаемых должностей командующий Балтийским флотом вице-адмирал Виктор Кравчук и начальник штаба флота вице-адмирал Сергей Попов, уволены ещё 50 адмиралов и капитанов первого ранга Балтфлота[58].
- 30 июня
  - Борис Джонсон отказался выдвигаться на пост премьера Британии[59].
  - Армения ратифицировала договор об объединённой системе ПВО с Россией[60].
  - В Кабуле при взрыве погибли 40 выпускников полицейской академии[61].
  - Канада возьмёт на себя командование одним из четырёх батальонов быстрого реагирования НАТО, которые альянс разместит в Польше и странах Балтии[62].